# 袁莎妮
袁莎妮，JP（Shirley Yuen，1969年11月5日—），前香港總商會總裁，前香港政府政務官，被稱為前政務司司長唐英年的「愛將」。其夫為香港電訊業富商王維基。

## 簡歷
袁莎妮在1969年11月5日出生，畢業於嘉諾撒聖心書院及英國牛津大學一級榮譽畢業，1991年10月加入香港政府任職政務主任。
2002年7月，唐英年出任工商及科技局局長，袁莎妮擔任其政務助理，2003年唐英年獲委任為財政司司長，袁莎妮繼續擔任政務助理直至2006年。其後曾擔任副行政署長。2010年9月離開政府，最後任職運輸及房屋局副秘書長，當時月薪約14萬港元。

## 香港總商會總裁招聘爭議
2011年8月，袁莎妮獲香港總商會聘任為總裁，接替提早離職的方志偉，成為香港總商會首位女總裁及最年輕總裁。傳媒報導指袁莎妮並非按香港總商會的慣例公開招聘，而是由香港總商會主席胡定旭挑選並經理事會確認，惹來爭議。2011年9月20日的《明報》訪問袁莎妮，她否認加入總商會是為唐英年參選2012年特首選舉「拉票」，並強調「不存在種票」。又否認與胡定旭為唐英年助選有關。

## 個人生活

### 被懷疑婚外情
2011年9月19日的《明報》報導，詹培忠曾詢問唐英年關於其「婚外情」，並指「唐英年回應說是『過去式』」。《明報》提及袁莎妮的名字，暗示有關。翌日明報訪問袁莎妮，她強烈否認與時任政務司司長唐英年有婚外情，並稱讚前上司唐英年是位「尊敬的上司」，並指對捲入緋聞表示困擾和憤怒。

### 登記結婚
袁莎妮與香港電視網絡董事會主席、香港寬頻創辦人王維基在2018年10月正式登記結婚。

## 資料來源
1. 1 2  唐愛將掌總商會惹反彈 無依慣例公開招聘 理事反對無果 （页面存档备份，存于） 明報，2011年9月19日
2. 1 2  香港政府布政司署. . 香港: 香港政府. 1996-07-01: 14.
3. ↑  政情：袁莎妮任總商會CEO遭非議 （页面存档备份，存于） 東方日報，2011年8月3日
4. ↑  四常秘六署長升級[永久] 星島日報，2008年5月22日
5. ↑  不滿問責制官員低水平管治 政務主任爆發離職潮 蘋果日報，2010年6月18日
6. ↑  41歲袁莎妮創兩紀錄 總商會最後生CEO （页面存档备份，存于） 明報，2011年9月19日
7. ↑  明報 （页面存档备份，存于） 袁莎妮：與唐英年無婚外情
8. ↑  . 蘋果日報. 2018-10-11  [2018-10-11]. （原始内容存档于2018-10-12）.
9. ↑  . 蘋果日報. 2018-10-11  [2018-10-11]. （原始内容存档于2018-10-11）.

| 非組織職務      | 非組織職務                                 | 非組織職務      |
| --------------- | ------------------------------------------ | --------------- |
| 前任者： 方志偉 | 香港總商會總裁 2011年8月8日－2020年3月31日 | 繼任者： 梁兆基 |